# Vanföreanstalten i Härnösand
Vanföreanstalten i Härnösand var en vanföreanstalt inom Västernorrlands läns landsting, som verkade i olika former åren 1931–1975 och var beläget i Härnösand. Efter att sjukhuset avvecklades, övertogs fastigheten 1983 av Landsarkivet i Härnösand. Fastigheten uppfördes 1919 till Hemsö kustartillerikår efter ritningar av Erik Josephson.

## Galleri

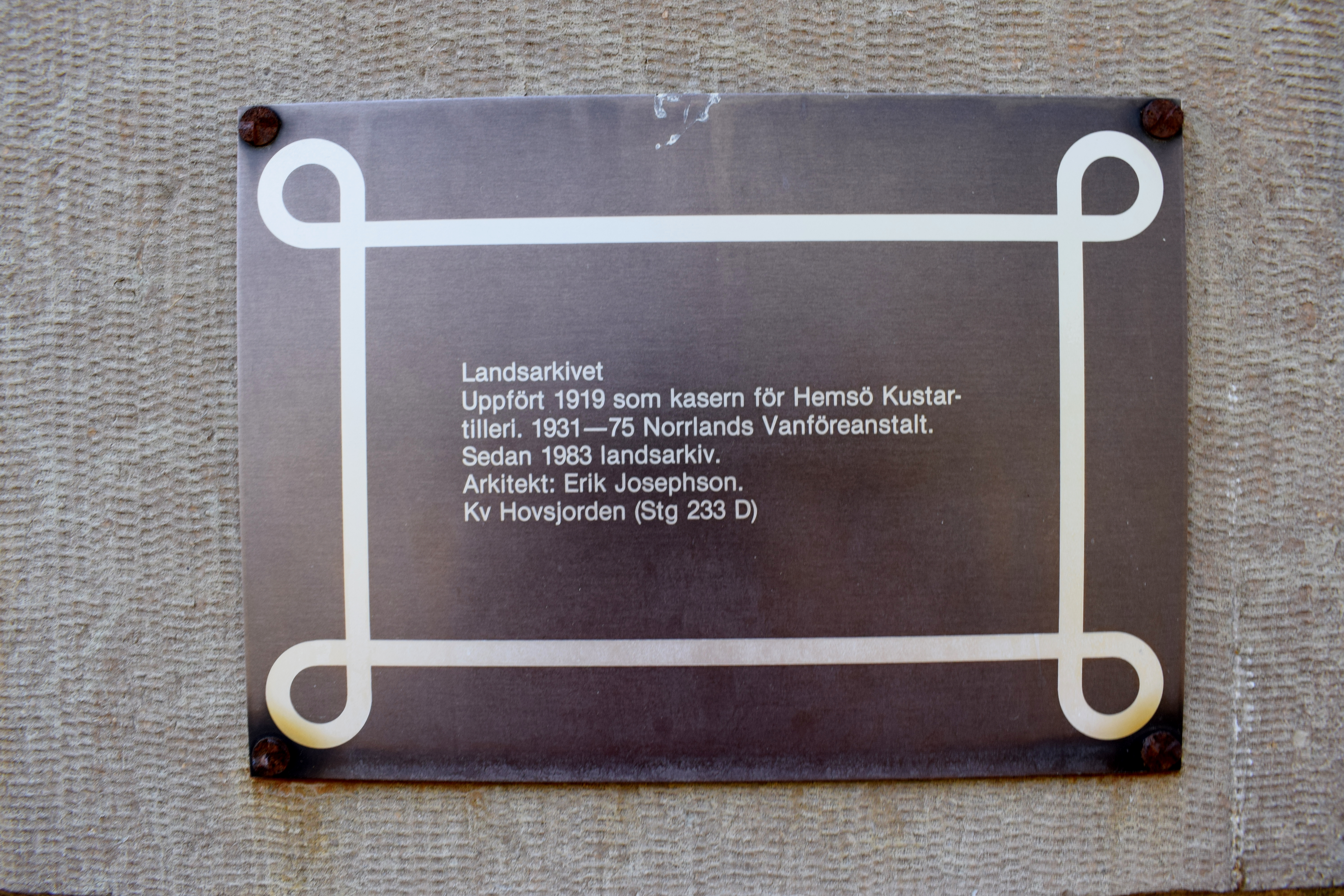
Skylt på entrépartiet.
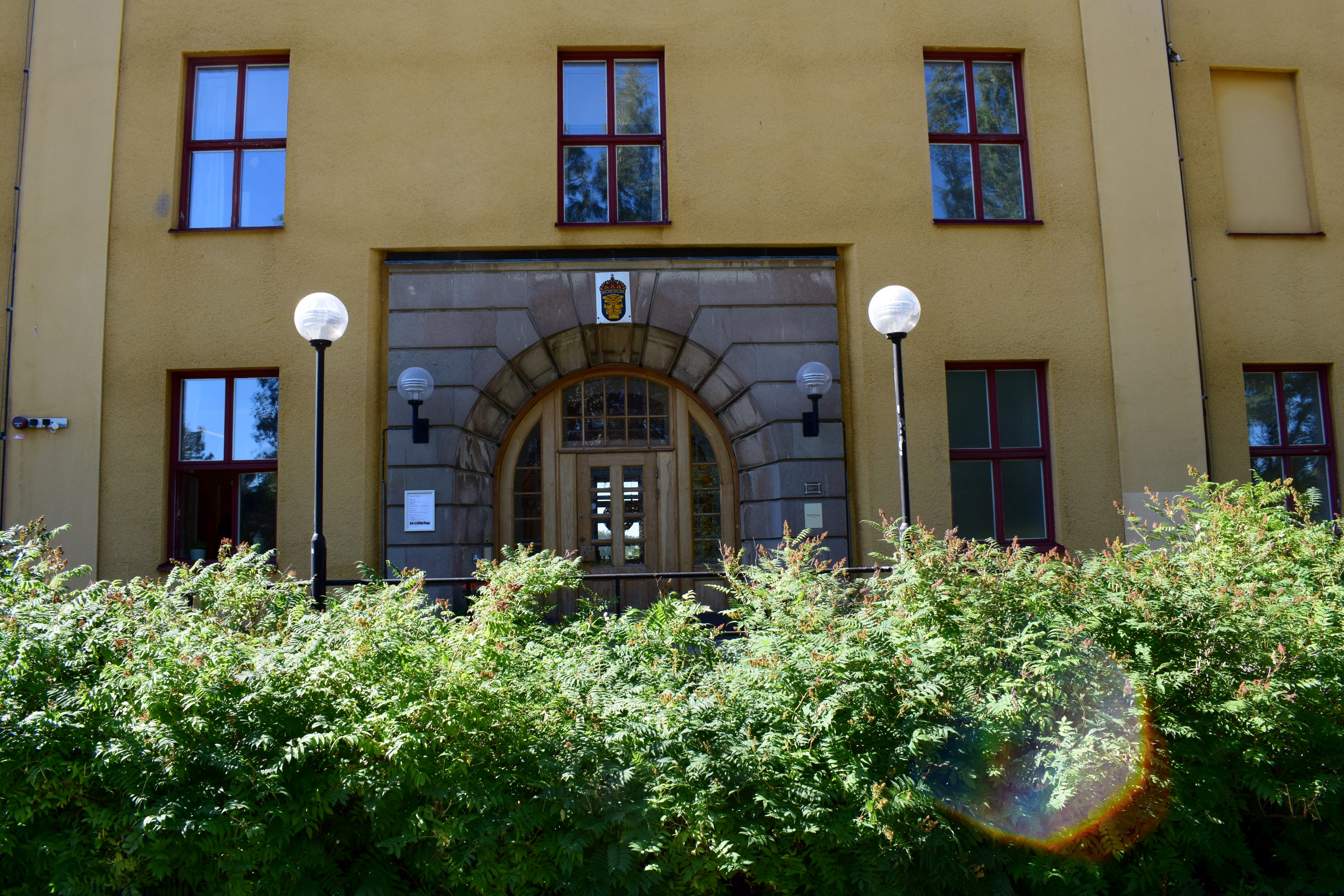
Entréparti till byggnaden.
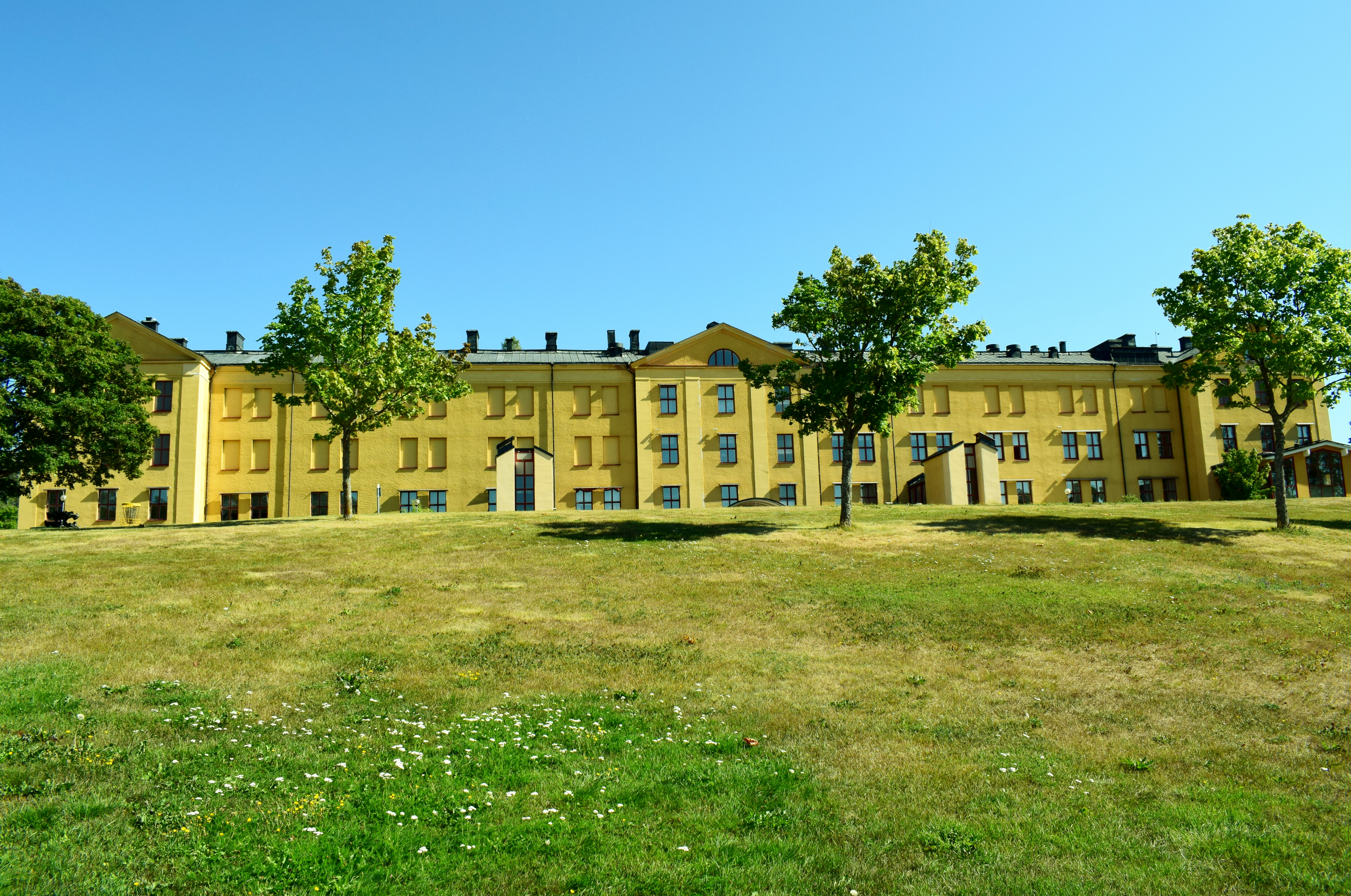
Byggnadens södra sida.
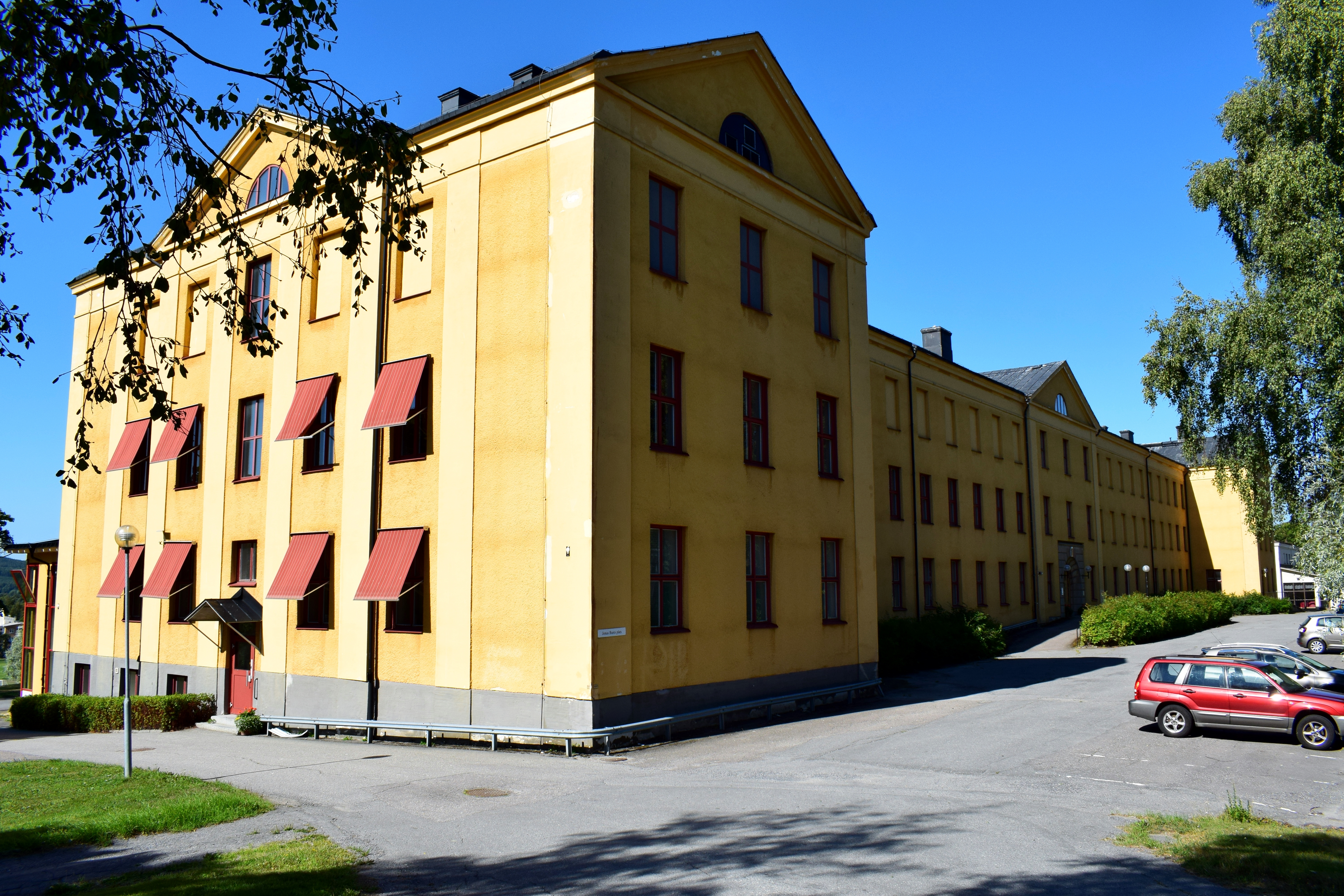
Byggnadens norra sida.
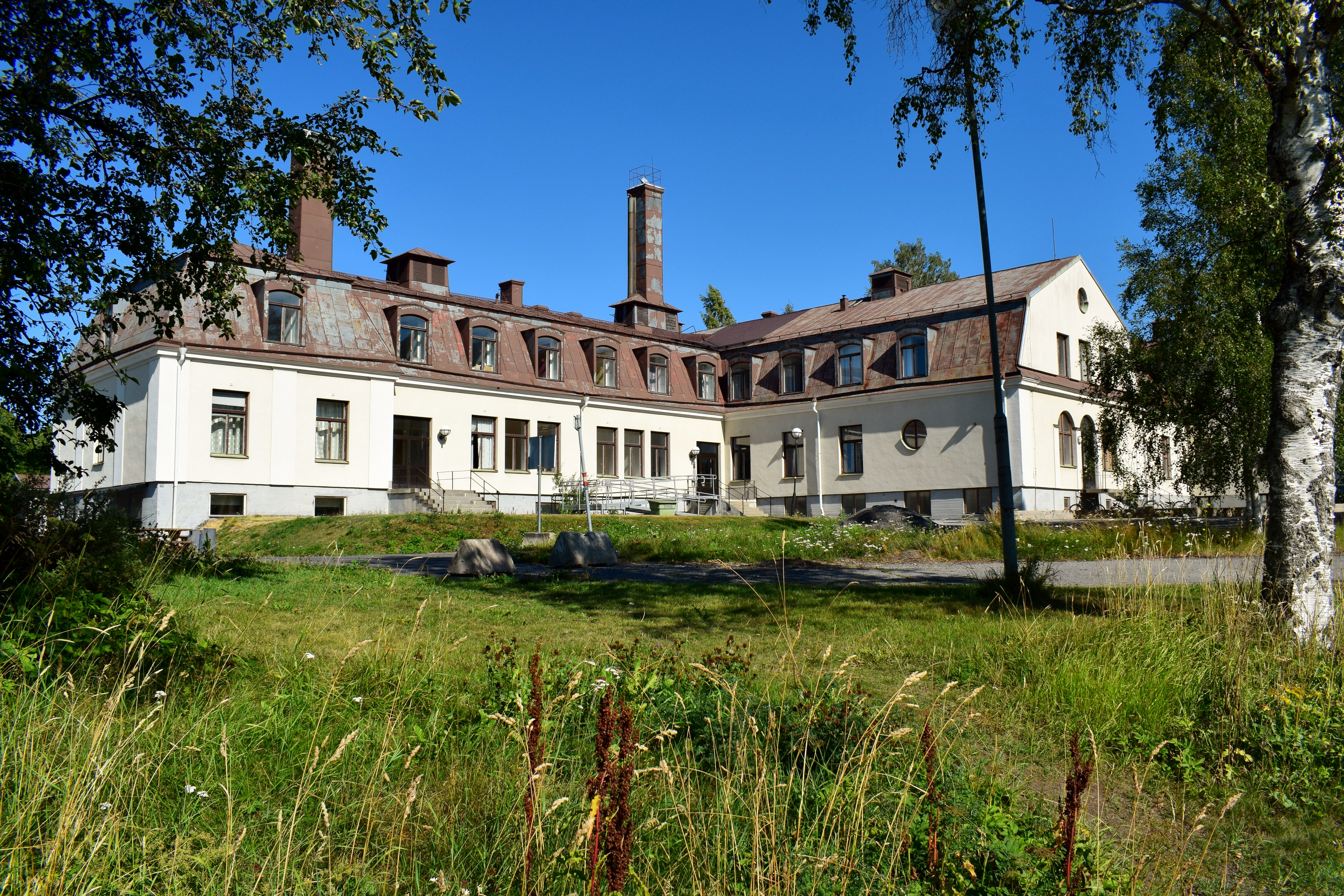
Ekonomibyggnad till huvudbyggnaden.
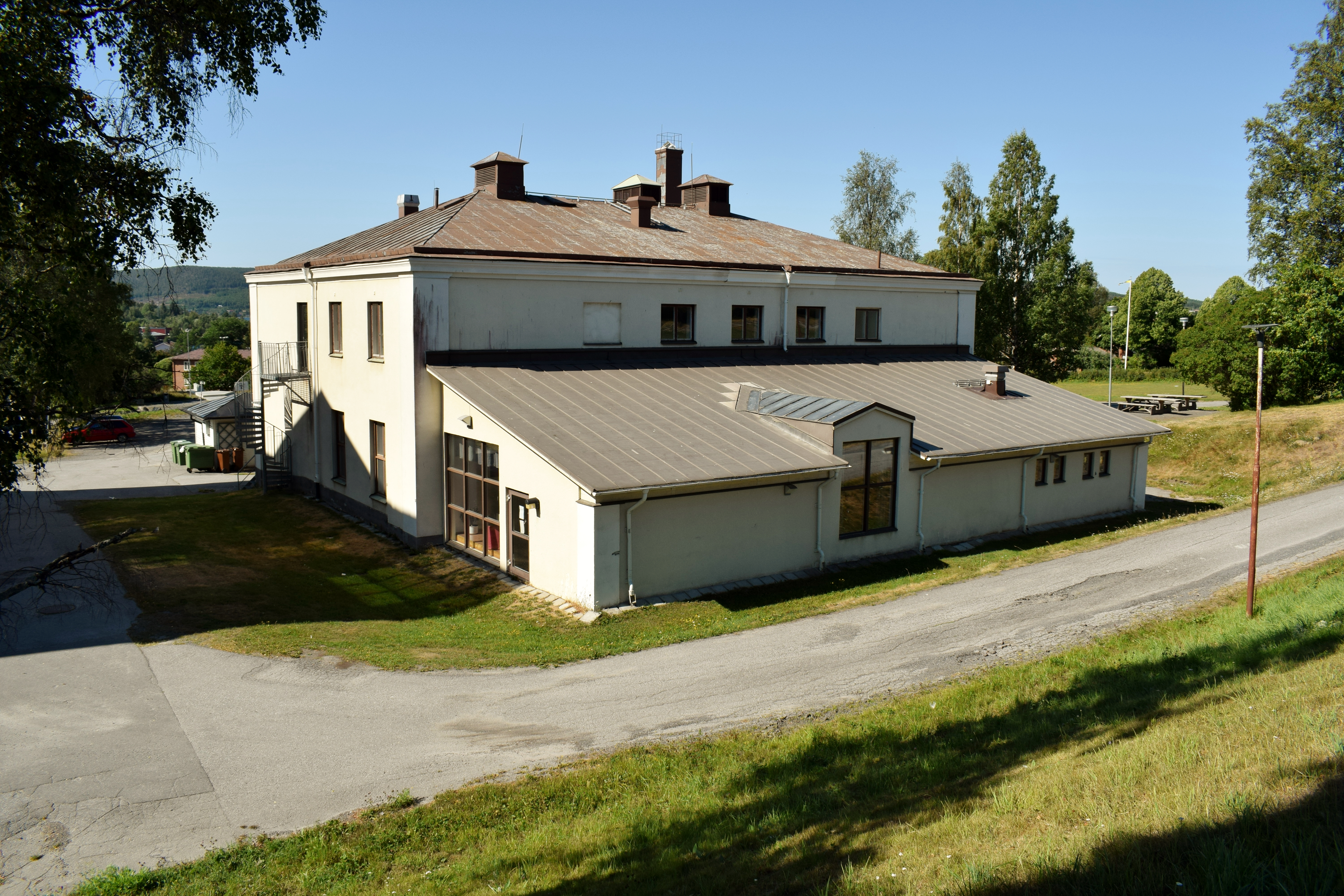
Ekonomibyggnad till huvudbyggnaden.